# Железная дорога сверхширокой колеи
Железная дорога сверхширокой колеи — железная дорога, колея которой значительно шире, чем у обычных железных дорог. Исторически было выдвинуто множество проектов строительства таких дорог, которые (за некоторыми исключениями, такими как проект И. Брюнеля) остались нереализованными.

## Преимущества и недостатки
Реальные выгоды от сверхширококолейных дорог: Экономически ощутимая выгода — возможность перевозки крупногабаритных грузов (которые, впрочем, составляют весьма незначительную часть общего грузопотока). Можно также упомянуть новые возможности для повышения комфорта пассажирских вагонов.
Среди недостатков самый главный — необходимость создания полностью новой сети дорог, связанной со старой только местами перегрузки и пересадки.

## Реализованные

### Российская империя
В России первая железная дорога (Царскосельская, построена в 1836) использовала колею 1829 мм; после 1897 года переоборудована на колею 1524 мм.

### Англия
Другой проект радикального расширения колеи был осуществлён в Англии инженером Брюнелем. Железные дороги колеи 2140 мм строились компанией «Great Eastern Railway» начиная с 1838 года, однако в 1864 году началось их переоборудование на колею 1435 мм, завершившееся в 1892 году.

### СССР

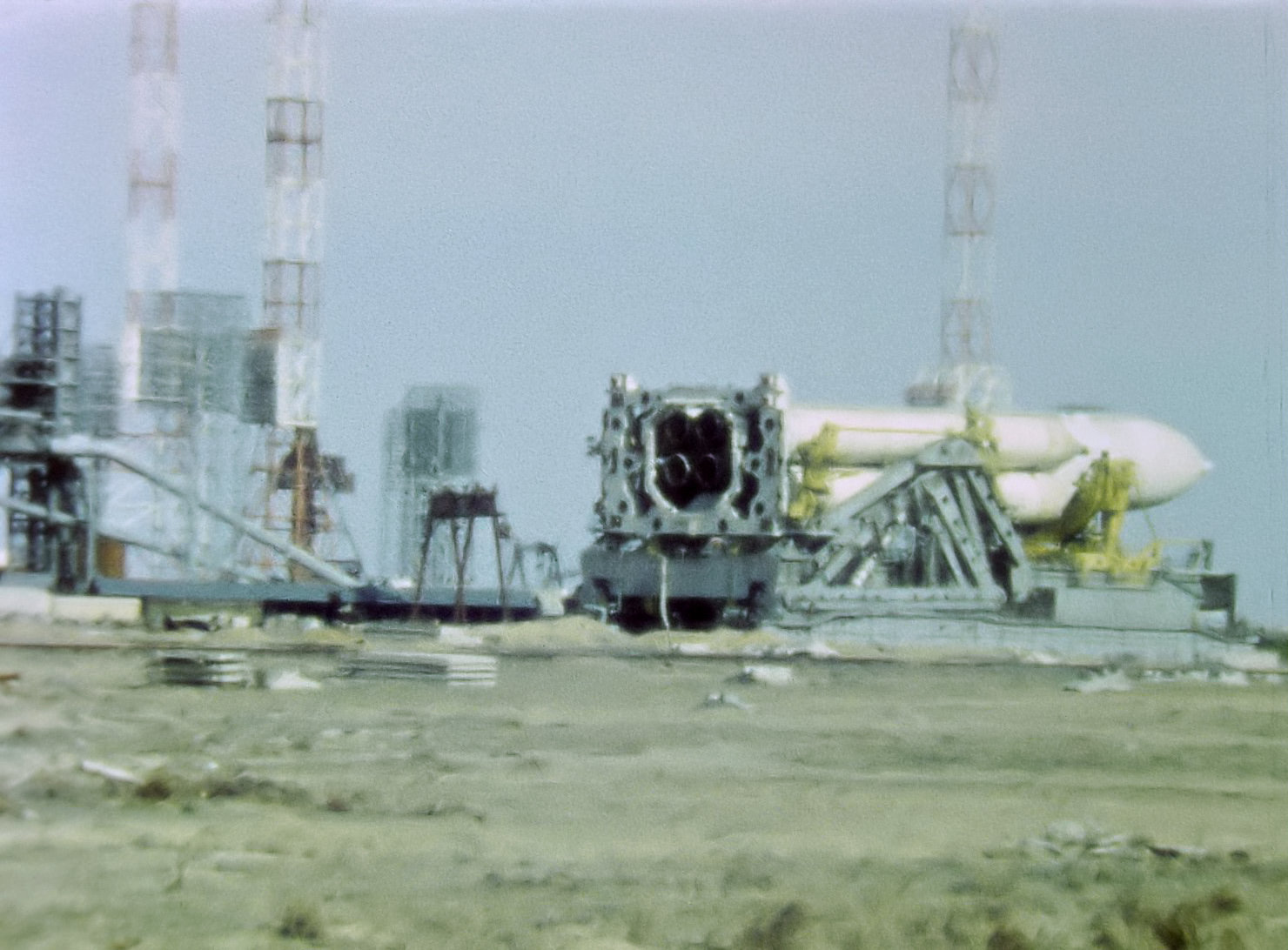
Транспортировка РН «Энергия»

В СССР была построена и введена в эксплуатацию с 1976 г. сверхширококолейная дорога с шириной колеи 9000 мм — судоподъёмник Красноярской ГЭС.
Для транспортировки ракеты-носителя Н-1, а позднее — ракеты-носителя «Энергия» на Байконуре был проложен сверхширокий путь в виде двух железнодорожных колей 1520 мм, разнесенных на 18 м.

## Проекты

### Германия

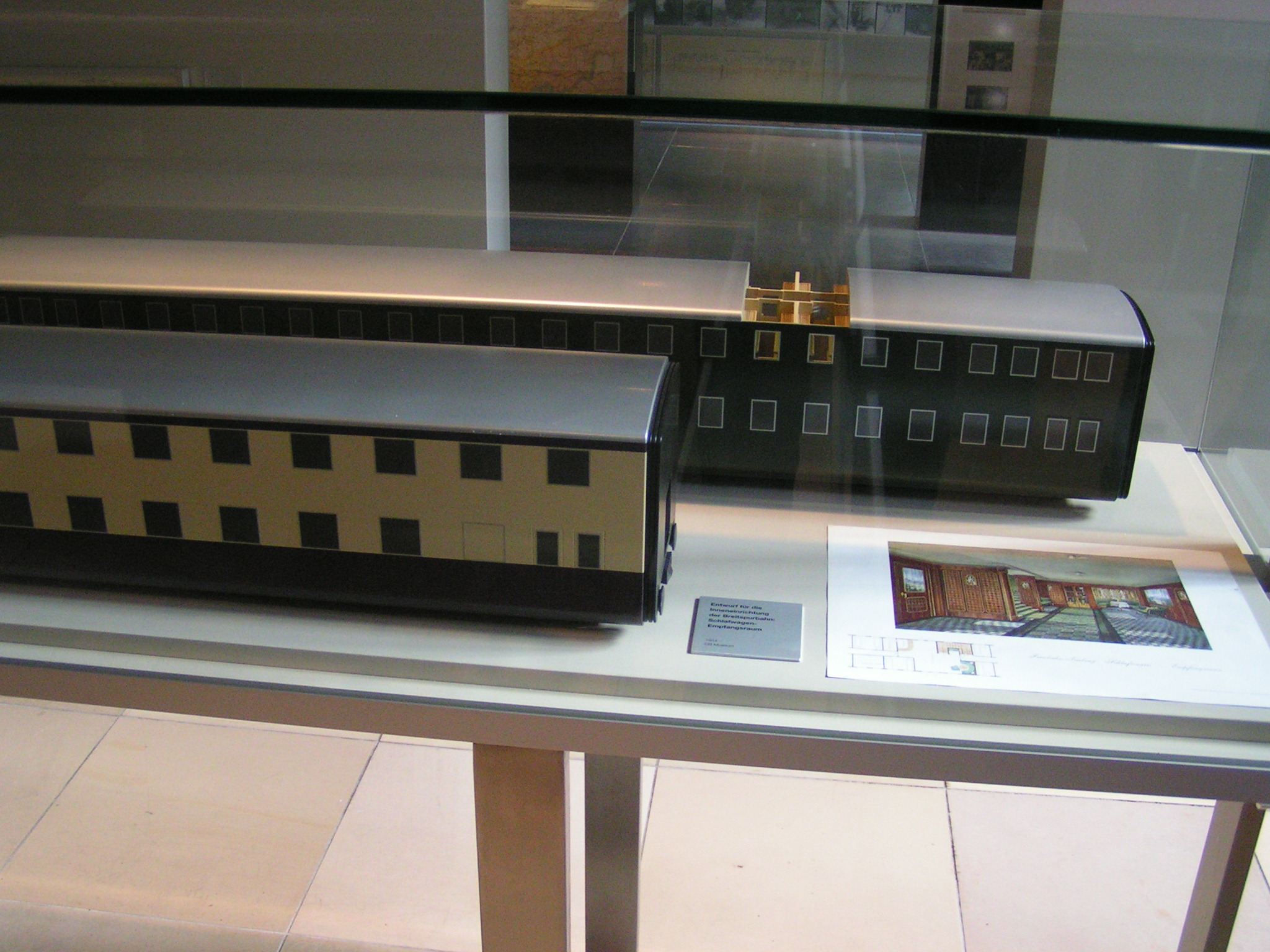
Модели германских вагонов сверхширокой колеи. Музей Нюрнберга.

Один из наиболее амбициозных проектов (Breitspurbahn) разрабатывался в Германии в 1930-х—1940-х годах. Предусматривалось использование колеи 3000 мм (первоначально даже 4000 или 4600 мм). Подвижной состав мог быть шириной 8000 мм и высотой 7500 мм. Нагрузка на ось должна была составлять 30—35 тс; скорость пассажирских поездов 200—250 км/ч. Электрификация должна была осуществляться с помощью третьего рельса.

### СССР
… Я говорю о ширококолейном транспорте. Существующая общепринятая в нашей стране ширина железнодорожной колеи — 1524 миллиметра была предложена одним из строителей дороги Петербург—Москва инженером Мельниковым.
Уже сегодня она нас удовлетворить не может.
Ширина колеи в 3—5 метров позволит нам строить значительно более грузоподъемные вагоны и использовать локомотивы мощностью в 40—50 тысяч лошадиных сил, чтобы обеспечивать скорость движения в 250—350 километров в час. Значительно облегчится вопрос об использовании на таких локомотивах атомных реакторов. Ведь, как известно, только значительный вес биологической защиты препятствует тому, чтобы уже сегодня на наши дороги вышли атомные локомотивы, хотя удовлетворительные проекты таких локомотивов имеются в разных странах…
— Звонков В. В. (Материалы к библиографии учёных СССР)

## В искусстве
- Призраки Марса
- Сквозь снег — телесериал.
- Сквозь снег — к/ф
- Суперпоезд (1979) - американский научно-фантастический телесериал.